# 京藤凜
京藤 凜（きょうとう りん、2002年11月20日 - ）は、日本のカーリング選手。チーム関東所属。
2025年アジア冬季競技大会男子日本代表。

## 経歴

### 第29回日本ジュニア選手権
2020年11月に開催された第29回日本ジュニア選手権では、チームAOKIのリードとして活躍。チームの準優勝に貢献した。

### 第31回日本ジュニア選手権
2023年3月の第31回日本ジュニア選手権では、チーム札幌のメンバーとして優勝。

### 2025年アジア冬季競技大会
2024年7月22日、日本カーリング協会は、京藤が青木亮、渡邊陽紀、邊見渉、宮桜介らとともに、2025年アジア冬季競技大会における男子カーリング日本代表選手として選考されたと発表した。